# Seoha-myeon
Seoha-myeon (koreanska: 서하면) är en socken i provinsen Södra Gyeongsang i den södra delen av Sydkorea, 230 km söder om huvudstaden Seoul. Den ligger i norra delen av kommunen Hamyang-gun.